# 安德烈·馬汀
安德烈·馬汀（Andrej Martin，1989年9月20日—）是一位斯洛伐克職業網球運動員。他曾参加2016年夏季奥林匹克运动会，结果在单打第三轮被日本选手锦织圭淘汰。

## 外部連結
- 安德烈·馬汀（英文/西班牙文）的官方資料
- 安德烈·馬汀的國際網球總會 職業／青少年 官方資料（英文）
- 安德烈·馬汀的官方資料（英文）